# Des hommes et des dieux (film, 2002)
Ne doit pas être confondu avec le film Des hommes et des dieux de 2010 sur les moines de Tibhirine.
Pour plus de détails, voir Fiche technique et Distribution.
Des hommes et des dieux (Of Men and Gods) est un documentaire haïtien de 52 minutes réalisé par Anne Lescot et Laurence Magloire en 2002.

## Synopsis
Ce documentaire, tourné en Haïti sur une période de 13 mois, décrit un groupe de personnes transgenres et homosexuelles, dans un contexte donné : le Vaudou (vodou). La mise en relation  de ces deux mondes conduit le spectateur dans un univers symbolique particulier, où les non-dits de la société donnent à s'exprimer, parfois dans la plus grande extraversion et théâtralité, parfois avec une émotion profonde. Une émotion qui reflète la quête de sens et de reconnaissance d’individus marginalisés dans un pays où l’évocation de l’homosexualité reste encore tabou.
Le Vaudou (vodou) devient alors un espace libérateur, d’expression, dans lequel chacun, quelle que soit son orientation sexuelle ou son genre, peut trouver protection et réconfort.
Grâce à des personnages sensibles et attachants, le spectateur progresse peu à peu dans un monde spirituel complexe et fascinant. 
Ce film est le premier à lier ces deux sujets sensibles et résolument actuels.

## Fiche technique
- Titre : Des hommes et des dieux
- Réalisation : Anne Lescot, Laurence Magloire
- Photographie : Jean-François Chalut, Anne Lescot et Laurence Magloire
- Montage : Laurence Magloire et Rachèle Magloire
- Société de production : DigitAL LM
- Société de distribution : Collectif 2004 Images (France), DER (États-Unis)
- Pays :  Haïti et  France
- Genre : documentaire
- Durée : 52 minutes
- Dates de sortie : 
  -  France : 2002

## Sortie
Le film a été tourné en 2002 et a connu une exploitation au long cours dans différents festivals. La sortie du film homonyme de Xavier Beauvois, Des hommes et des dieux, en 2010, a généré des malentendus lors de certaines projections.

## Distinctions
- Festival Vues d'Afrique, Prix Chantal Lapaire du documentaire « faisant le mieux avancer les mentalités du Nord », Montréal (Canada), avril 2002
- Dwa Fanm, Voices of Women Trophy for activism, courage, and achievement in film, NY (USA), 2003
- Diplôme Isidor du Collectif HomoEdu permettant de lutter contre les préjugés homophobes, Paris (France), novembre 2007
- Présentation dans le cadre du festival Chéries-Chéris en 2016

## Accueil
Robert Koehler pour Variety évoque un documentaire « rare » sur lequel les festivals devraient se jeter.